# Orgizomyia zigzag
Orgizomyia zigzag är en tvåvingeart som först beskrevs av Macquart 1855.  Orgizomyia zigzag ingår i släktet Orgizomyia och familjen bromsar.
Artens utbredningsområde är Madagaskar. Inga underarter finns listade i Catalogue of Life.